# Reinhold Brandes
Reinhold Brandes (* 15. Juni 1928 in Berlin; † 18. Mai 1972) war ein deutscher Schauspieler, Drehbuchautor, Schriftsteller, Gagschreiber und Kabarettist.

## Leben
Brandes hatte nach seiner künstlerischen Ausbildung von 1950 bis 1953 unter der Leitung von Hans Fitze am Harburger Theater in Hamburg gespielt und in diesen Jahren zeitweise auch in der Verwaltung dieser Bühne und als Inspizient gearbeitet. Wenig später (1957) absolvierte er seinen ersten Auftritt in einem Kinofilm: Haie und kleine Fische, danach spielte er in der Jugendserie Alles dreht sich um Michael mit. Brandes’ spielte außerdem unter anderem Alfred Kernbach in der TV-Serie Tanz-Café. Ferner wirkte er in den Heinz-Erhardt-Komödien Unser Willi ist der Beste und Willi wird das Kind schon schaukeln mit und zeichnete dort auch jeweils für das Drehbuch mitverantwortlich. Für die ZDF-Serie Doppelgänger schrieb er ebenfalls das Drehbuch.
Einen Namen machte sich Reinhold Brandes vor allem als Kabarettist bei den Stachelschweinen, wo er sich mit einer unverwechselbaren Kombination aus Berliner Schnoddrigkeit und Wortwitz hervortat. Mit einem Programm schaffte man es sogar bis nach Israel (TV-Ausstrahlung: 'Stachelschweine in Israel').
Neben Rainer Brandt und Karlheinz Brunnemann war Brandes außerdem einer der Dialogbuchautoren der 1969/70 im ZDF ausgestrahlten Krimiserie Ihr Auftritt, Al Mundy. Er war damit einer der Autoren, die Ende der 60er Jahre eine neu aufkommenden Form der Fernsehsynchronisation in Schnodderdeutsch etablierten.
Reinhold Brandes, der sich auch als Schriftsteller hervorgetan hatte, war mit der Schauspielerin Sonja Wilken verheiratet. Beide hatten sich während ihrer gemeinsamen Zeit am Harburger Theater kennengelernt.

## Filmografie (Auswahl)
- 1957: Haie und kleine Fische
- 1964: Fernfahrer (TV-Serie, 1 Episode)
- 1965: Zeitsperre
- 1968: Alles dreht sich um Michael (TV-Serie)
- 1969: Alle Hunde lieben Theobald (TV-Serie, 3 Episoden)
- 1971: Unser Willi ist der Beste
- 1972: Hochzeitsnacht-Report
- 1972: Lilli – die Braut der Kompanie
- 1972: Willi wird das Kind schon schaukeln